# Open de la République dominicaine
L’Open de la République dominicaine est une compétition de taekwondo organisée annuellement par la Fédération dominicaine de taekwondo.
Ce tournoi est un événement majeur dans le calendrier mondial du fait de son label « WTF-G1 ».

## Palmarès hommes
| WTF-G1 | WTF-G1            | WTF-G1         | WTF-G1         | WTF-G1       | WTF-G1         | WTF-G1           | WTF-G1               | WTF-G1                     |
| Année  | -54 kg            | -58 kg         | -63 kg         | -68 kg       | -74 kg         | -80 kg           | -87 kg               | +87 kg                     |
| ------ | ----------------- | -------------- | -------------- | ------------ | -------------- | ---------------- | -------------------- | -------------------------- |
| 2019   | David Jungwoo Kim | Brandon Plaza  | Carlos Navarro | Bernardo Pié | René Lizárraga | Moisés Hernández | Bryan Salazar        | Jonathan Healy             |
| 2014   | Cesar Rodriguez   | Carlos Navarro | Luisito Pie    | Mark López   | Henrique Moura | Steven López     | Rafael Alba Castillo | Rosbelis Despaigne Sauguet |

## Palmarès femmes
| WTF-G1 | WTF-G1               | WTF-G1            | WTF-G1           | WTF-G1      | WTF-G1         | WTF-G1           | WTF-G1         | WTF-G1          |
| Année  | -46 kg               | -49 kg            | -53 kg           | -57 kg      | -62 kg         | -67 kg           | -73 kg         | +73 kg          |
| ------ | -------------------- | ----------------- | ---------------- | ----------- | -------------- | ---------------- | -------------- | --------------- |
| 2019   | Brenda Costa Rica    | Estefanie Pedroza | Fabiola Villegas | Skylar Park | Anel Félix     | Victoria Heredia | Raiany Pereira | Briseida Acosta |
| 2014   | Iris Silva Tang Sing | Itzel Manjarrez   | Disnansi Polanco | Diana López | Yislena Vargas | Katherine Dumar  | María Espinoza | Briseida Acosta |